# Muralla de Portillo
La Muralla de Portillo, correspondiente al siglo XIII, está situada en dicho municipio vallisoletano (Castilla y León, España). De los restos de la actual muralla se conservan dos de las varias puertas que debió tener, el Arco Grande y el arco Pequeño, que están restauradas y tienen un buen estado.
Puede ser que el arco grande formara parte del acceso al castillo de Portillo. Tiene unos 4 metros de altura y 3 de anchura. El arco menor dista a 200 metros de distancia.

## Galería

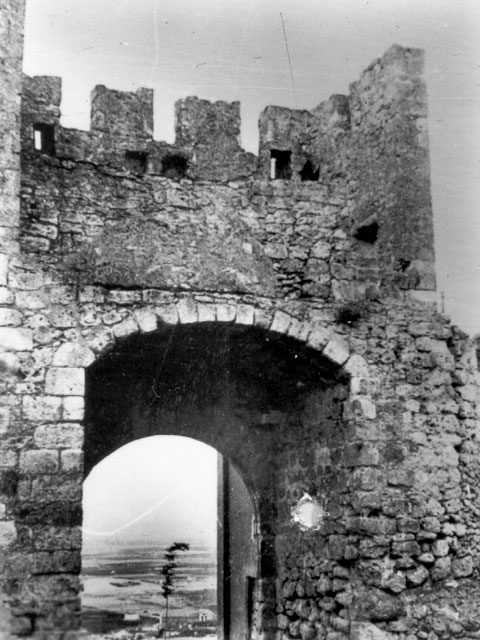
Imagen antigua
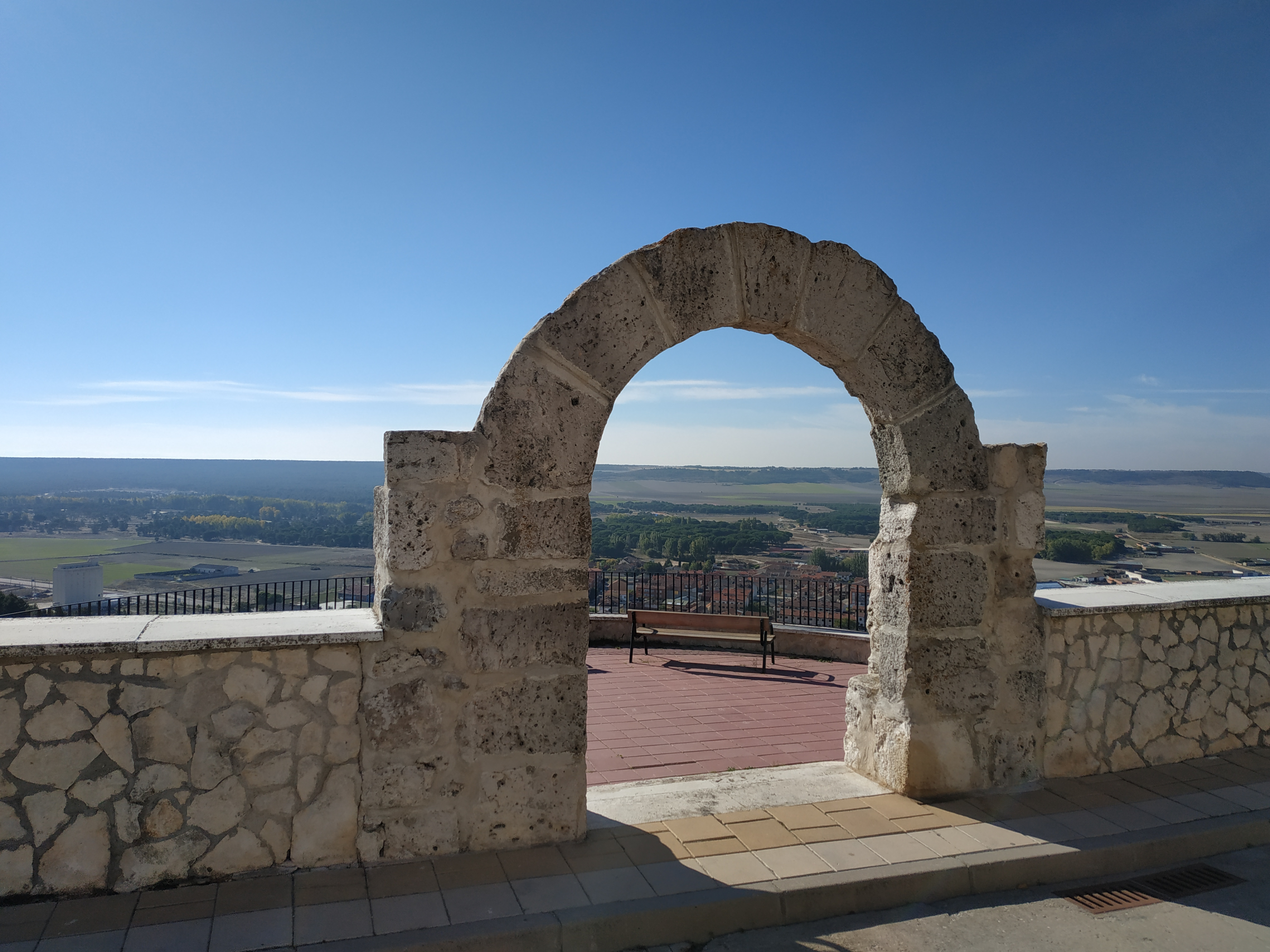
Arco Pequeño
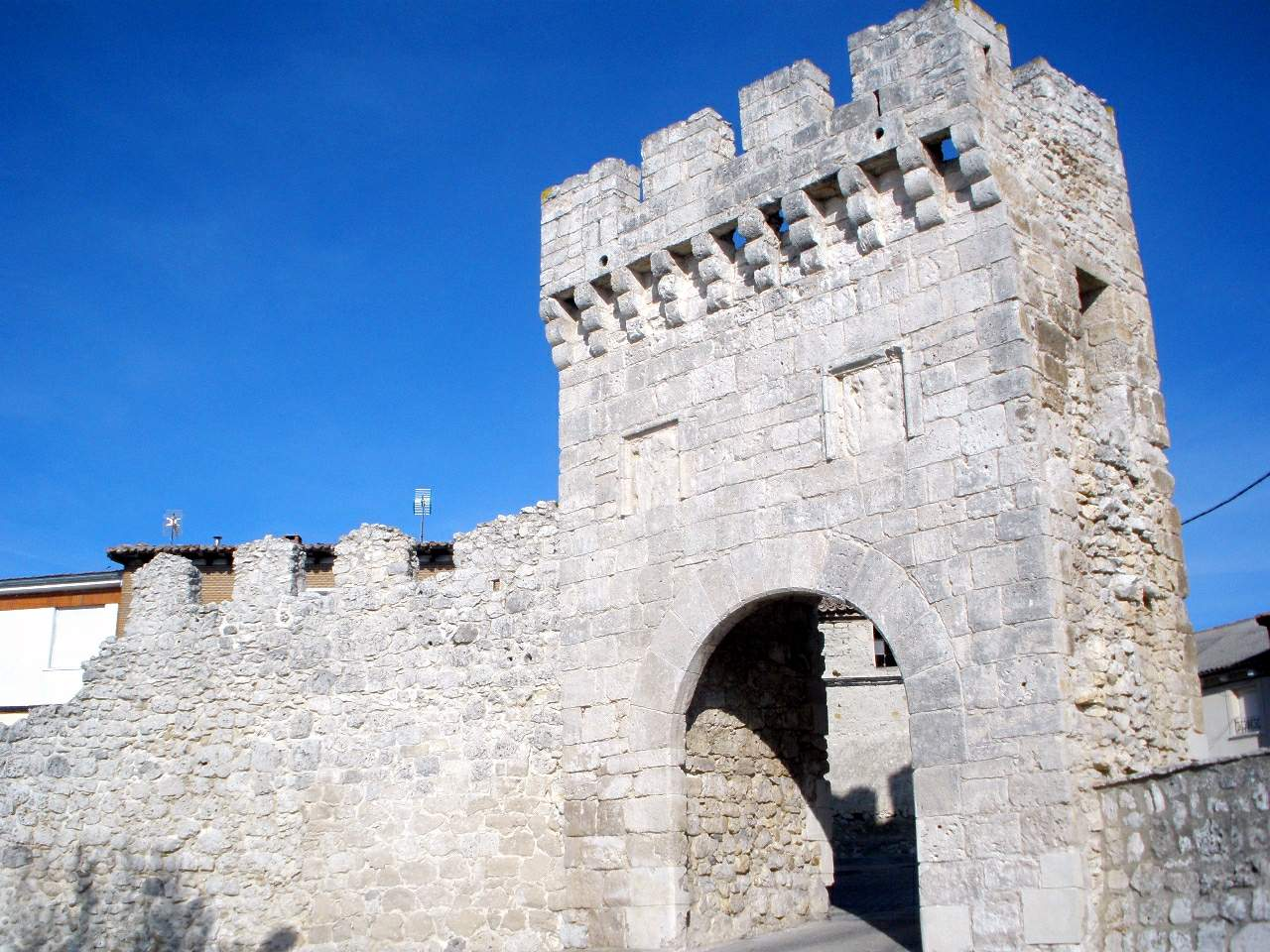
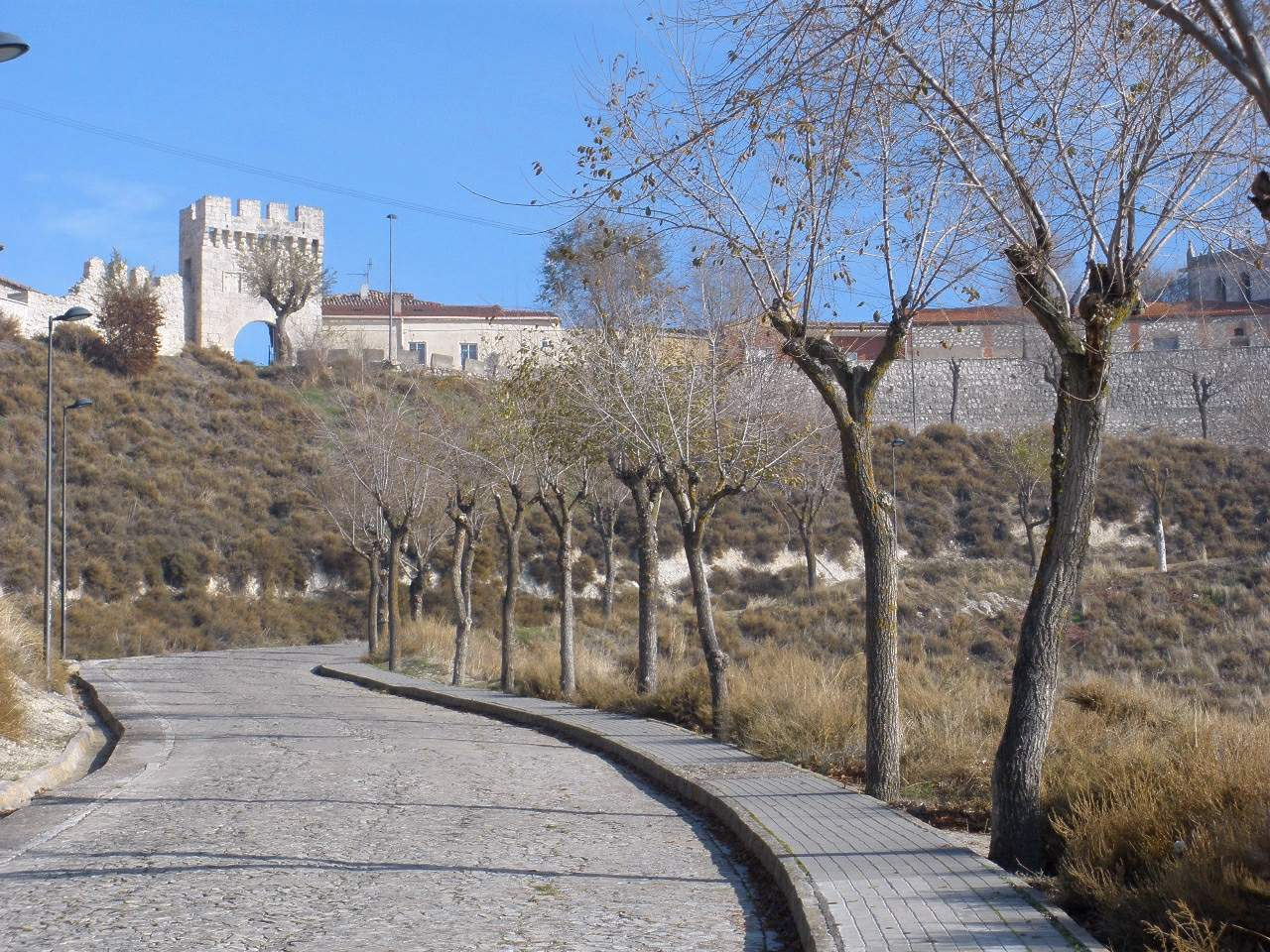